# Kościół Niepokalanego Poczęcia Najświętszej Maryi Panny w Złotym Stoku
Kościół Niepokalanego Poczęcia Najświętszej Maryi Panny – rzymskokatolicki kościół parafialny należący do dekanatu Kamieniec Ząbkowicki diecezji świdnickiej.
Budynek powstał w kilkanaście metrów na zachód od poprzedniej świątyni katolickiej pełniącej jeszcze wcześniej rolę urzędu cesarskiego.
Budowa świątyni została rozpoczęta 25 czerwca 1875 roku a ukończona 15 grudnia 1876 roku. Pierwsza msza święta została odprawiona w nowym neogotyckim kościele 7 grudnia 1877 roku przez księdza Augusta Marowskiego. Właściwej konsekracji dokonał biskup Robert Herzog dopiero w 1883 roku.
Świątynia o znacznych rozmiarach, w stylu neogotyckim, została zbudowana na planie krzyża z wysoką wieżą z przodu. Jednonawowe wnętrze z kaplicami w formie transeptu, zamkniętymi trójbocznie, nakryte jest sklepieniami gwiaździstymi o bogatym rysunku. Wystrój kościoła jest neogotycki i pochodzi z okresu budowy.
W latach 1964–1965 została przeprowadzona gruntowna konserwacja ołtarza głównego. W latach 1971–1972 dokonano remontów budynku i jego wyposażenia. Zostały wyremontowane organy o 20 głosach oraz została wykonana nowa polichromia wnętrza.
W latach 1977–1978 wieża i dach świątyni zostały pokryte blachą cynkową. W latach 1985–1999 zostały odnowione wszystkie ołtarze, figury, ambona, została odrestaurowana polichromia i została położona marmurowa posadzka.
W 23 oknach kościoła zostały wprawione witraże zaprojektowane przez Bolesława Szpechta. Wykonawcą witraży była firma kierowana przez Zbigniewa Gustaba z Krakowa.